# Folko Streese
Folko Streese alias RayX (* 10. Juni 1970 in Hamburg) ist ein deutscher Graffiti-Künstler, Autor, Grafikdesigner, Illustrator und Comiczeichner.

## Leben
Folko Streese ist in Hamburg geboren und war dort seit Mitte der achtziger Jahre Teil der ersten Generation deutscher Graffitikünstler der HipHop-Bewegung. In den Jahren 1987/88 wirkte er am Projekt „Wand frei“ von Gabriele Franke, Dieter Thiele und der Hamburger Kulturbehörde mit und legalisierte damit einige seiner Werke. Anfang der neunziger Jahre wandte er sich dem Comiczeichnen zu. Seine Werke waren in den Ausstellungen „Ehrlich Billig!“ und „Die 4. Dimension“ (Hamburg), Die Stadt der Zukunft (Elmshorn und Berlin), sowie „Xenos ´94“ (Hamburg und Schmalkalden) vertreten, und wurden unter anderem in der Hamburger Morgenpost veröffentlicht.
Viele Jahre war er als Illustrator und Concept Artist in der Videogames-Branche tätig, u. a. als Texture Artist für den ersten Teil der Spieleserie „Gothic“. Als Concept Artist wirkte er am Film Hänsel und Gretel: Hexenjäger 2011/2012 mit.
Seit einigen Jahren illustriert er vor allem für Kinderbücher und Brett- und Kartenspiele. U.a. ist er der Coverillustrator der beliebten Spiele-Reihe „Adventure Games“ von Kosmos.
In der art scene international wurde Streese in einem 7-seitigen Interview international vorgestellt.
Seit 2023 schreibt er als Autor Ratekrimis für Kinder.

## Ausstellungen
- „Ehrlich billig“ 1995 in Hamburg
- „Die 4. Dimension“ 1997 in Hamburg

## Auszeichnungen
Einer der Gewinner des Wettbewerbs Xenos ´94, die besten Comics zum Thema Ausländerfreundlichkeit, Laudatio gehalten vom Hamburger Bürgermeister Ortwin Runde.

## Bibliographie

### Bücher (Auszug)
- zus. mit Martin Lenz, Manfred Mai,: Leute, ich werd’ Superstar! Ravensburger Buchverlag, Ravensburg 2015, ISBN 978-3-473-36467-1 Kinder- und Schulbücher (Auszug)
- „Der Magische Spiegel“ Teil 1–4, von Nicolas Campell, Verlag: arsEdition 2016, ISBN 978-3-8458-1098-0
- „Doctor Who - How to be a Time Lord“, BBC Children´s Books (Imprint von Penguin Books) 2014, ISBN 978-0-7232-9436-8
- „Venture 1 - Venture into Vocab“ und „Venture BES Resources“ (Workbook) von Oxford University Press 2013 (Schulbuch)
- “Story Central Reader Level 4” und “Story Central Students Book 4”, Macmillan Publishing (Schulbuch)
- „Big Bright Ideas 3“ Class Book und Activity Book von Oxford University Press 2018 (Schulbuch)
- „Starlight 5th Class“ von Folens 2019 (Schulbuch), ISBN 978-1-78927-018-1
- „Das WillkommensABC“, arsEdition 2015 (kostenloses Bildwörterbuch für Flüchtlinge)[6]
- „Die Cobra-Bande und der geheimnisvolle Sprayer“, EMF Verlag 2023, (Kinderbuch, Ratekrimi), ISBN 978-3-7459-1565-5
- „Die Cobra-Bande und die Prankster-Gang“, EMF Verlag 2023, (Kinderbuch, Ratekrimi), ISBN 978-3-7459-1284-5
- „Die Cobra-Bande und der miese Müllmafioso“, EMF Verlag (Kinderbuch, Ratekrimi), ISBN 978-3-7459-2215-8

### Rollenspielbücher (Auszug)
- „Midgard – Die Welt“, Verlag: VFSF Verlag 2019, ISBN 978-3-924714-99-4
- „Midgard – Der Kodex“, VFSF Verlag 2017, ISBN 978-3-924714-95-6
- „Midgard - Das Arkanum“, VFSF Verlag 2017, ISBN 978-3-924714-96-3

### Art Books (Auszug)
- „Wand Frei“, von G. Franke und D. Thiele, Kulturbehörde Hamburg 1988[7]
- „Narrenhände? Graffiti - Fotografien von Fritz Peyer“, Altonaer Museum in Hamburg 1991, ISBN 3-927637-09-2.
- „Xenos ´94 - Die besten Comics für Ausländerfreundlichkeit“ 1994[8]
- „Infected by Art, vol. II“, Hermes Press 2014, ISBN 978-1-61345-074-1
- „Infected by Art, vol. III“, Hermes Press 2015, ISBN 978-1-61345-092-5

### Romane (Auszug)
- „Amandus Greif und die Spur der Prinzen“ von Frank Bardelle, otherworld Verlag 2008, ISBN 978-3-902607-13-3

### Magazine (Auszug)
- “Imagine FX” #28, Future Publishing
- “Art Scene International” #87, VMW Verlag
- “Art Scene International” #88, VMW Verlag
- „Advanced Photoshop“
- „Geek!“ #18, Pannini Verlags GmbH
- “NOVA Science-Fiction Magazin” #22, NOVA Verlag
- “Clarkesworld” #63, Wyrm Publishing

### Brett- und Kartenspiele (Auszug)
- „A Game of Thrones LCG“, Fantasy Flight Games, Kartenmotive 2012–2013
- „Talisman“, Fantasy Flight Games, Kartenmotiv 2015
- „Blood Bowl: Team Manager – The Card Game: Sudden Death“ 2013
- „Caracho“, moses. Verlag, Illustrationen für Cover, Spielkarten und Spielfiguren 2019
- „Shopping Queen – Das Spiel“, Huch and Friends, Spielfeld und einige Kartenmotive 2014
- „Hex – Shards of Fate“, Cryptozoic Entertainment, Kartenmotive 2016
- „Schaben Jagen“, moses. Verlag, Cover- und Spielmaterialillustrationen

### Mobile Games (Auszug)
- komplette Grafik für mehr als 30 Mobile Games, u. a. „Das Schwarze Auge“ Teil 1–15 (German Developer Award 2004), „MTV Pimp my Ride – Under da Hood“, „Akte X – The Lion´s Den“ 2013

### Videogames (Auszug)
- „Gothic“, Piranha Bytes 2001 Texture Artist
- „Rainbow Moon“, PS 3, SideQuest Studios 2002 Concept Artist
- „Die drei ???- Das Quiz“, United Soft Media 2003 Art Direction, Illustration und Animation
- Cover Painting, „War Leaders - Clash of Nations“, The Games Company 2008

### PC Games (Auszug)
- „Gothic“, Piranha Bytes 2001 Texture Artist
- „Simon the Sorcerer, Teil 4 Chaos ist das halbe Leben“ 2007 Concept Artist
- „A New Beginning“,  PC, Daedalic Entertainment 2010 Concept Artist

### Browsergames (Auszug)
- „Drivals“ Entwickler: KingArt Games, 2010 2D Artist, Deutscher Entwickler Preis: Gewinner in der Kategorie „Bestes Sportspiel“ (Drivals)
- „Galileo Genial by ProSieben“, cobrayouth communications, Berlin 2013 World Creation, Background Painting, Illustration
- Concept and 2D Artist, „Rail Nation“ Bright Future GmbH, Köln 2013
- Concept and 2D Artist „Miramagia“ Bright Future GmbH, Köln 212
- Creative Direction, Character Design, BG Painting, Illustration „Panfu“, Young Internet 2011
- World Creation, Background Painting, Illustration „PomBär-Club“, cobrayouth communications, Berlin 2013
- Illustration und Animation, „4 Days“ Sat1, Gosub Communications, Berlin

### Apps (Auszug)
- Illustrator „Das tapfere Schneiderlein“ für iPad und iPhone, Daedalic Entertainment, Ravensburger Digital 2013
- komplette Grafik „Wissenstraining“ für iPad und iPhone, binary family 2010
- komplette Grafik „Dr. Reichels IQ Test“ für iPad und iPhone, binary family 2011

### Filmografie
- 2013: Hänsel und Gretel: Hexenjäger (Conceptual Illustrator)